# James Harris Simons

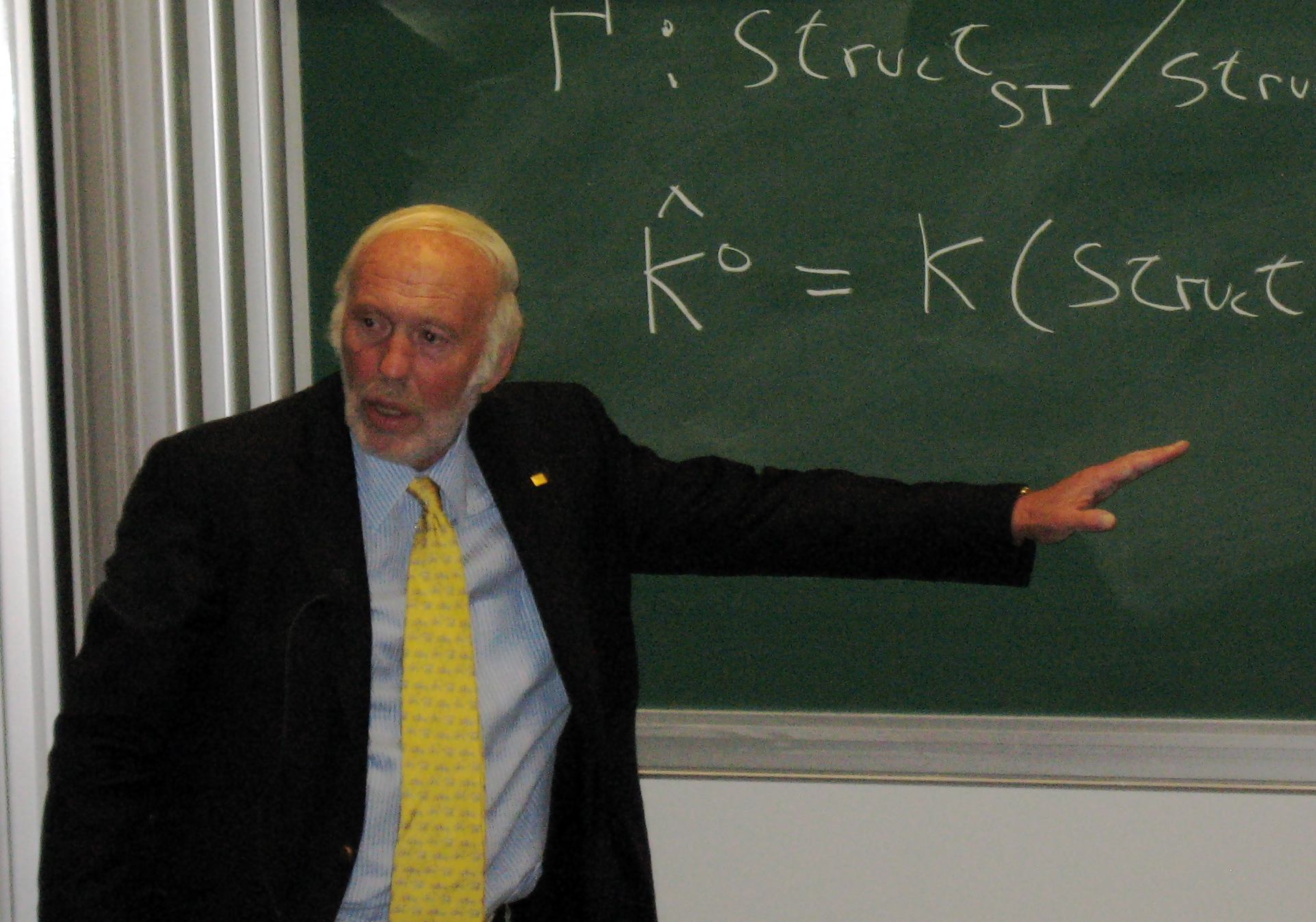
James Harris Simons (2007)

James Harris Simons (25. dubna 1938, Newton, Massachusetts, USA – 10. května 2024, New York, New York) byl americký matematik, manažer hedgeových fondů a filantrop.
V oblasti vědy přispěl ke studiu strojového rozpoznávání tvarů: spolu s Shiing-Shen Chernem formuloval Chern-Simonsovu teorii. Přispěl k vývoji teorie strun poskytnutím teoretického rámce pro kombinaci geometrie, topologie a kvantové teorie pole. V letech 1968-1978 byl profesorem matematiky a následně vedoucí katedry matematiky na Newyorské státní univerzitě ve Stony Brooku.

Proslul také jako tzv. kvantitativní investor. V roce 1982 založil Renaissance Technologies, soukromý hedgeový fond se sídlem v New Yorku. Ačkoli odešel z fondu v roce 2009, zůstal jeho nevýkonným předsedou a poradcem. Podle časopisu Forbes disponoval v roce 2017 majetkem ve výši 18 miliard dolarů, což z něj činilo 24. nejbohatšího Američana.